# Maybachufer

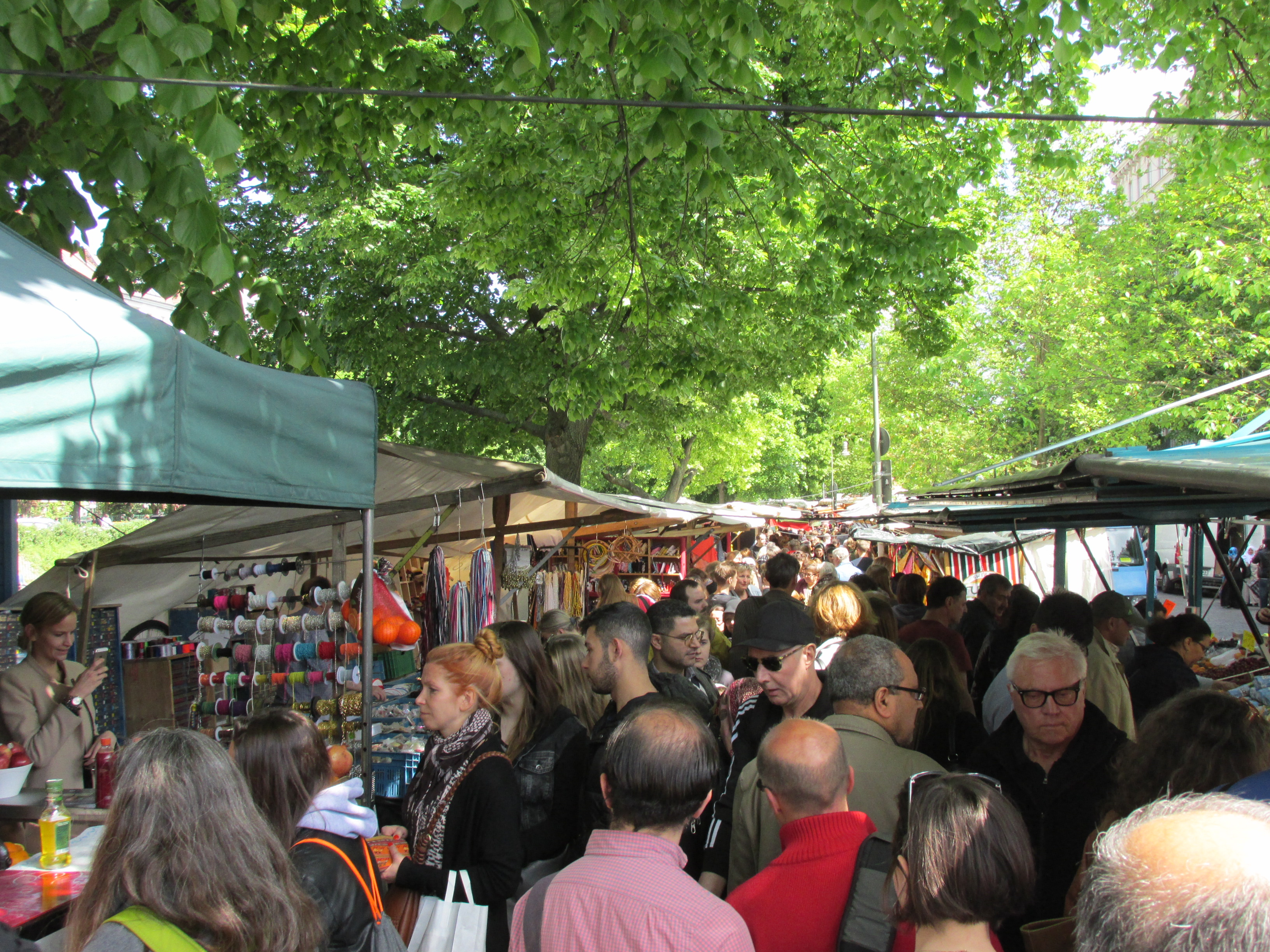
Turkiska veckomarknaden på Maybachufer.

Maybachufer är en gata i stadsdelen Neukölln i Berlin, belägen i Reuterkiez i stadsdelens norra utkant längs Landwehrkanals södra kaj.

## Historia
Gatan anlades i mitten av 1800-talet i samband med att området söder om kanalen bebyggdes. I Hobrechtplanen kallas gatan Strasse 45 och den kallas Wiesenufer på en karta från 1877. Den erhöll sitt nuvarande namn efter politikern Albert von Maybach i början av 1880-talet. Maybach är främst känd för sin roll i förstatligandet av det preussiska järnvägsnätet. 
Läget vid kanalen gjorde gatan attraktiv för mindre industrier och hantverkare. Spår av denna verksamhet finns fortfarande på innergårdarna vid gatan.
Redan under 1800-talet omnämns en återkommande veckomarknad på Maybachufer. Denna hålls fortfarande idag på tisdagar och fredagar och är känd i Berlin för utbudet av turkiska livsmedel och textilvaror.
Gatans östra ände låg under Berlins delning nära Berlinmuren på Västberlinsidan, då sektorgränsen mellan den amerikanska sektorn och den sovjetiska sektorn där följde stadsdelsgränsen mot Alt-Treptow.

## Anslutande gator
I väster övergår Maybachufer i Planufer vid korsningen med Kottbusser Damm och Graefestrasse.
Vid gatans östra ände ansluter Lohmühlenbrücke över Neuköllner Schiffahrtskanal till Lohmühlenstrasse i stadsdelen Alt-Treptow. Här övergår också Maybachufer i Weichselstrasse vid Weichselpark.